# Canthon sericatus
Canthon sericatus là một loài bọ cánh cứng trong họ Bọ hung (Scarabaeidae).